# 中国中央电视台军事·农业频道
中国中央电视台军事·农业频道（频道呼号：CCTV-7 军事·农业）是中国中央电视台已停播的一条以普通话广播的公共服务频道。该频道是以军事节目和农业节目为主的半综合类频道，曾经也是中国唯一的公共卫星电视服务平台，同样又是给全国各区、县电视台在有线电视当中插播当地自办节目的平台，俗称“耕战频道”或“耕战台”。

## 历史

### 启播
1995年11月30日，该频道正式以蝴蝶标+“7”频道标识和中國中央電視台少兒·軍事·農業·科技頻道频道呼号的名义開播，由中央电视台社教中心负责频道整体编排和播出。
1998年6月1日早晨6点，该频道使用透明“CCTV”标识，仅限于电视频道画面上（即透明“CCTV-7”）。2001年7月9日，该频道的频道标识亦由透明“CCTV-7”变更为双线“CCTV”加上由“-”演化成的勺标再加上序号“7”的“CCTV-7”。
2001年7月9日早晨6点，中国中央电视台科学·教育频道（现中国中央电视台科教频道）脱胎于该频道独立开播，该频道呼号变成中國中央電視台少兒·軍事·農業頻道，频道编播改由中央电视台总编室直接负责，并停止播出科技（科教）节目，开始播出文艺、社教等其他节目，同时使用与央视其它频道统一的ID（背景为彩色-天蓝色花瓣），并开始播出晨曲、结束曲和收视指南，央视一套的《气象信息》与央视二套的《星火科技》也转移至该频道播出。2001年8月17日上午，该频道的频道标识做出微调，将双线“CCTV”台标高亮化、勺标透明化、序号“7”由空心改为实心。2003年初，该频道的收视指南背景做出微调，与CCTV-1的橙红色背景一致。2004年CCTV-1更换收视指南包装后，该频道的收视指南背景再次做出调整，与CCTV-2的蓝绿色背景一致。

### 发展
2003年5月8日，随着中国中央电视台新闻频道的开播和CCTV-1“新闻·综合频道”改名为“综合频道”的改版，将央视一套的少儿节目部分转移至该频道播出，央视一套只剩《动画城》、《大风车》和《三星智力快车》三档少儿节目。（后来央视一套开办了《LG移动电话金苹果》，节目在此频道重播。）
2003年12月28日早晨6点，中国中央电视台少儿频道脱胎于该频道独立开播，标志着该频道开始向以军事和农业为主的电视频道迈进，并逐渐取代CCTV-2，在全国各地模拟地面电视落地播出。2010年7月27日，该频道更名为“中国中央电视台军事·农业频道”。2011年1月1日凌晨，该频道的频道标识变更为“CCTV-7 軍事 農業”。

### 高清化制播
2012年7月28日起，因该频道开始转播伦敦奥运会赛事，停止播出由少儿频道制作的少儿节目。2013年1月1日起，本频道开始启用由中央电视台总编室为该频道而定制的“CCTV-7 軍事 農業”频道呼号、总体包装、节目导视、晨曲和结束曲。 2013年6月17日起，该频道作为公共类频道正式在央视新址全面播出。2014年1月1日起，该频道的高清版通过中星6A上星播出，开始了高清、标清同播。
根据国家新闻出版广电总局的通知，2015年7月1日零时，该频道的标清节目信号将开始以“AVS+”编码在中星6A卫星12B转发器加密传输，此节目信号作为中央无线数字电视覆盖工程的地面波节目信号源。2015年8月17日凌晨，该频道标清版台标横向压缩，以适应16:9格式，同时播出16:9节目时画面横向压缩成4:3。2015年11月1日零时起，该频道的标清节目信号将开始同时采用中星6B卫星S7转发器“MPEG-2”编码的开路信号和中星6A卫星12B转发器“AVS+编码”的加密信号，这两种信号进行并发传输。

### 分拆
2019年6月，媒体报道称，以军事节目和农业节目为主综合播出的CCTV-7将被拆分为“国防军事”和“农业农村”两个频道。2019年7月26日下午，国防军事频道开播发布会在北京举行，新开播的“CCTV-7 国防军事”（与原名为“国防军事频道”的CCTV兵器科技频道无关）将继续使用「CCTV-7」这一呼号，同时试播CCTV-17农业农村频道，后者将继承CCTV-7的频谱资源。原中数付费频道之CCTV国防军事频道于同日改为CCTV兵器科技频道。7月31日，央视国防军事频道的高标清版本测试信号上星，使用中星6B卫星上单独的转发器，这也导致了7月31日午后至8月1日凌晨，有两个节目安排完全不同的“CCTV-7”同时公开播出的情况。8月1日凌晨，军事·农业频道最后一日的节目播出结束后，频道标识正式变更为「CCTV-17 农业农村」。当天凌晨0:55，该频道最后一次播放结束曲《感觉静谧》（不附带节目预告），也是央视各频道最后一次播放该结束曲，至此使用了21年的中央电视台统一结束曲宣告停止使用。

## 节目

### 农业节目

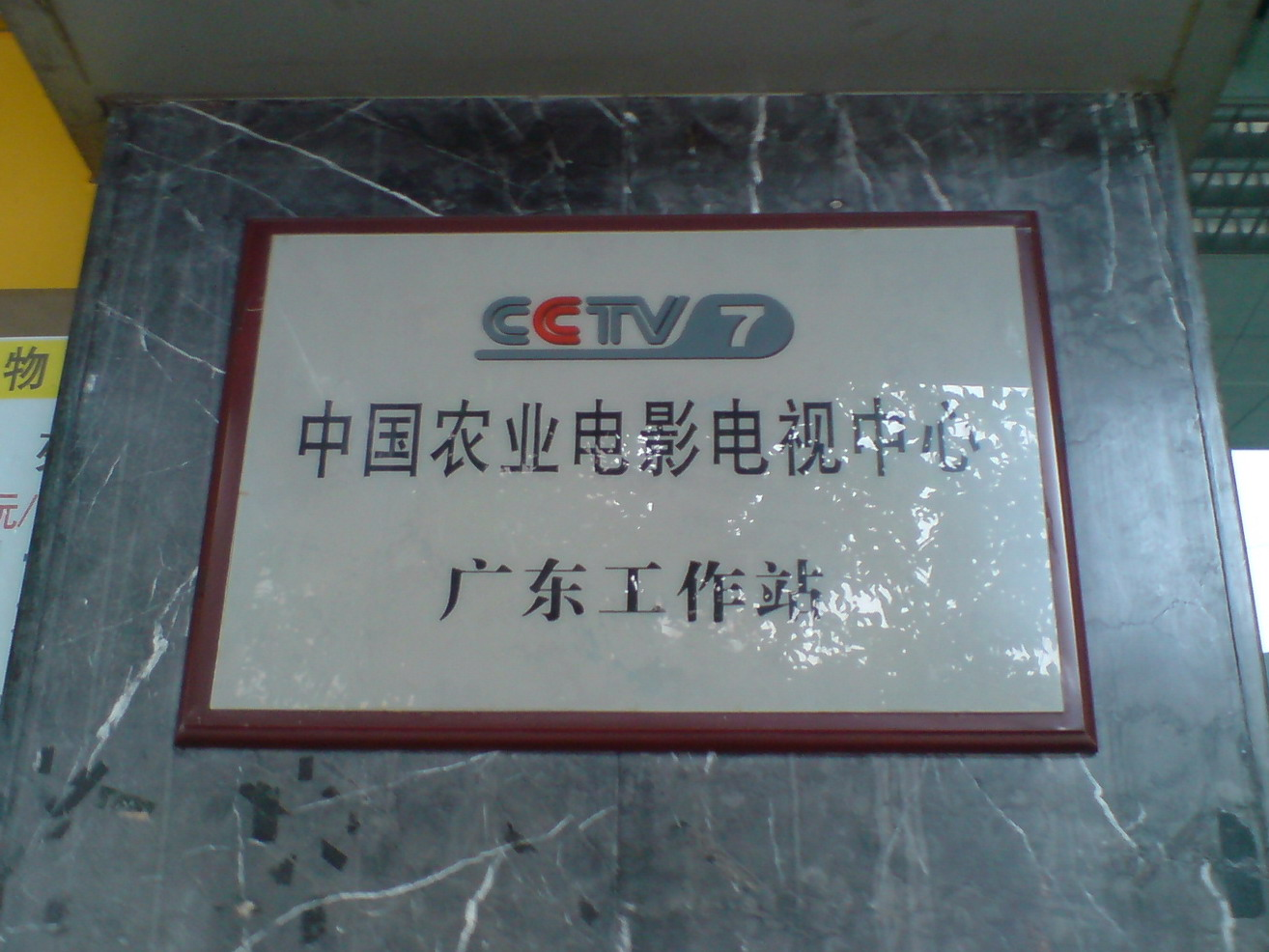
中国农业电影电视中心（廣東工作站）

CCTV-7的农业节目由中国农业电影电视中心制作。前身为中国农业电影制片厂，创建于1949年6月29日，隶属于农业农村部，接受中央广播电视总台和农业农村部的双重领导。
1958年北京电视台（今中央电视台）开播之后即开播了农业电视节目。当时北京电视台的农业节目穿插在新闻、科普栏目中，并未形成独立栏目。1983年10月，中华人民共和国农牧渔业部宣传司与央视社教部合作开办了《农业知识》栏目，这是中国大陆的第一个农业专业电视栏目；并于1987年创办《农业教育与科技》栏目。
1995年11月，由农业部（现在的农业农村部）与中央电视台合办，中国农业电影电视中心负责制作的中央电视台第七套农业节目试播，1996年1月1日正式播出，是唯一的国家级对农电视媒体。在全国城乡一体化推进方针过程中，农业节目迅速成长，以对农宣传的贴近性、专业性、权威性，形成“服务引领、公益三农”的特色定位和真诚朴实的频道风格。截止到2016年，CCTV-7的中国大陆观众覆盖规模达12.7亿，居全国第一。农业节目每天播出8小时，以“宣传三农政策，传播致富经验，推广农业科技，弘扬乡土文化，搭建农民的话语平台，抒发乡土情怀”的宗旨，构建起类别多样的电视栏目群，形成了常规节目、特别节目和大型活动相互促进的频道架构，被称为“最真诚的电视频道”。
中国农业电影电视中心拥有其官方网站“农视网 （页面存档备份，存于） ”，也同时拥有独立的广告招商与经营管理的权限，农影中心招商的广告不计入央视的广告收入当中。该频道在播出农业节目时段的内容时，有时会出现“CCTV7农业频道”的呼号，但仅限于对农业节目的宣传使用。
2019年3月起，中国农业电影电视中心制作的节目开始启用“农影智造”宣传呼号，节目落款也同时改为“农影智造”和中国农业电影电视中心，并在农业节目的前后附带“农影智造，专业有用”的宣传片。
CCTV-7的农业节目主要有：
| - 《农业气象》（原《沃野天机》） - 《乡土》 - 《美丽中国乡村行》 （原《生活567》改版而来，有时为《美丽中国快乐行》） | - 《科技苑》 - 《乡村大世界》 - 《阳光大道·为你点赞》 | - 《农广天地》 - 《致富经》 - 《每日农经》 | - 《聚焦三农》 - 《乡约》 - 《乡村法制剧场》（原《法制编辑部》） - 《食尚大转盘》 |

### 军事节目
CCTV-7的军事节目由解放军电视宣传中心（现为中国人民解放军新闻传播中心广播电视部）负责制作，是中国人民解放军全军唯一的电视宣传常设机构，接受中央军委政治工作部、国家广电总局和中央电视台的多重领导，承担中央电视台军事节目的制作和播出任务。
1996年4月11日，根据中央军委命令，央视原军事部、八一电影制片厂原新闻纪录片部和总政电教中心三家单位合并组建成为解放军电视宣传中心（现为中国人民解放军新闻传播中心广播电视部，对外称呼为“中央电视台军事节目中心”，以中央电视台军事节目、CCTV-7军事节目的名义对外播出）担负起宣传党中央和中央军委决策指示、报道军委总部首长重要活动、报道国防和军队建设重大事件、普及国防知识和国防交通四项重大任务。
1997年5月5日，中央电视台少儿·军事·农业·科技频道通过亚太卫星向全国开路播出，至此中国各地不用解码器均可接收该频道。同年12月，为适应央视栏目改版和节目改革要求，解放军电视宣传中心决定在《军事新闻》栏目的基础上，整合、打造晚间黄金时段的半小时龙头栏目，定名为《军事报道》，于1998年1月1日首播。
1999年1月17日，解放军电视宣传中心对中央电视台少儿·军事·农业·科技频道的军事节目部分栏目再次进行调整，同年5月1日，经过改版后的军事节目陆续与观众见面。
2005年12月9日，承制中央电视台少儿·军事·农业频道军事节目的解放军电视宣传中心大楼正式竣工启用。
2008年11月1日，除《军事报道》栏目外，解放军电视宣传中心开始直接在非线性编辑系统中生成数字文件，传输台网络后技审入库，实现文件数字化播出，标志着中央电视台少儿·军事·农业频道的军事节目播出手段告别磁带化历史，进入数字化时代。
2009年9月，为适应央视整合新闻资源的要求，央视原新闻中心军事部和解放军电视宣传中心军事新闻部组成央视新闻中心军事新闻部，接受央视新闻中心和解放军电视宣传中心双重领导，负责包括CCTV-1和CCTV-7等在内的全台军事新闻节目的采编工作。同年，解放军电视宣传中心技术部组织搭建中心6层第4演播室，即三讯道高清全红外虚拟演播室系统，2010年年初投入使用。
2011年1月1日，中央电视台军事·农业频道的军事栏目全面改版，按照升级、创新、储备、合并的思路，重点办好11个栏目；升级10个栏目，改造1个栏目（原《和平年代·周末开讲》独立为《讲武堂》栏目），储备两个栏目（《说句心里话》《军事周刊》），合并两个栏目（《人民子弟兵》并入《军事纪实》，《军情连连看》并入《防务新观察》）。同年1月3日，中央电视台军事·农业频道的军事节目播出时间相对集中，由原来分散在全天12个时段，横向不连通、纵向不成块，整合成上午段、下午段、晚黄金和晚间4个横向贯通、纵向支撑的节目带；同时，全新的军事节目包装体系、推介系统同步推出。
2012年7月27日，解放军电视宣传中心召开高清制播升级协调会，全面启动高清直播升级方案。CCTV-7的军事节目各栏目（不含《军事报道》）将于8月1日开始使用高清设备进行节目制播。根据央视统一部署，解放军电视宣传中心在当年9月24日前完成与央视新台址的高清数字化对接，取消传统的标清磁带节目递交方式，改为高清数字化文件传输或高清蓝光盘的方式进行节目播出。
2013年2月22日，解放军电视宣传中心到央视新址文件化送播测试成功，实现了中心与央视节目的文件化送播从物理链路到网络送播。同年2月25日起，中央电视台军事·农业频道正式在央视新址播出。2014年1月1日起，中央电视台军事·农业频道高清版通过中星6A上星播出，实现高标清同播。同年5月26日，中央电视台军事·农业频道《军事报道》栏目实现文件直播方式安全播出，这是军事节目历史上首次实现新闻直播，标志着解放军电视宣传中心新闻制作播出水平跃上一个新台阶。
2015年1月1日起，中央电视台军事·农业频道的军事节目更换新的包装。新包装通过新的颜色设计、logo演绎、频道形象宣传片和频道特色ID等元素重新诠释了“观军事，知天下”这一主题。凸显了军事节目的鲜明特色，展现了中国军人的自豪感和使命感；为此，解放军电视宣传中心还特地邀请了解放军军乐团创作员王和声以极具军队特色的冲锋号声为基础，专门为频道主题ID创作了频道标识音。
截至2016年，中国人民解放军电视宣传中心在中国人民解放军和中国人民武装警察部队共设有10多个记者站，在全军团以上单位设电视报道骨干或者通讯员，全军直接从事电视报道人员超过1000人，并且建立起一支超过100人的应急电视报道队伍。中国人民解放军电视宣传中心还创办了中国军视网、中国军视网微信、军视TV客户端。
该频道在播出军事节目时段的内容时，有时会出现“CCTV7军事频道”的呼号，但仅限于对军事节目的宣传使用。其主要节目有：
| - 《军事报道》 - 《军事纪实》 - 《誰是終極英雄》 | - 《军事科技》 - 《军旅文化大视野》 - 《军旅人生》 | - 《讲武堂》 - 《百战经典》 - 《防务新观察》 | - 《军迷淘天下》 - 《中国武警》 - 《军营大舞台》 |

### 其它节目（总编室时段）
除军事节目专属时段和农业节目专属时段外，其它时段由中央电视台总编室负责。央视总编室除负责全台各频道节目报播外，还重点负责综合频道和军事·农业频道的节目编排与管理。该频道的农业、军事节目均各自独立编播，信号传输至央视进行统一发射。由于军事、农业节目播出时间相对固定，总编室有时会安排“请您欣赏”（国内各地自然风光）用来垫播。
由于该频道的高覆盖率，央视开始重视该频道的作用，并由该频道承担一些重大晚会（例如从2009年起开始播出春晚）、重大活动、重大纪录片、重要节目的重播任务，安排在总编室负责的军事与农业节目间的空余时段播出。一般会安排重播综合频道已经播出过的电视节目，如《第一动画乐园》（港澳版）、《人与自然》、《动物世界》、《星光大道》以及季播的综艺节目（包括《梦想合唱团》、《梦想星搭档》、《舞出我人生》、《出彩中国人》、《叮咯咙咚呛》 等）和少量的其他频道（如综艺频道、科教频道、少儿频道）播过的节目，有时亦会安排播出央视出品的纪录片（如《舌尖上的中国》、《大国重器》、《航拍中国》等）或其它特别节目。
在奥运会等重大国际赛事期间，该频道也会参与赛事转播。2008年北京奥运会期间，CCTV-7临时改为赛事精编频道，常规节目安排被取消，少儿节目、军事节目与农业节目全部停播。

## 逸闻
由于军事节目和农业节目为节省资源长期共频道播出，因此本频道在中国大陆网友及媒体里被俗称为“耕战频道”、“耕战台”，这一俗称后也流行于港台以及其他华人地区军事迷群体里。此外，由于本频道是外界了解解放军情报的重要渠道，可能有不少境外情报人员关注频道的军事节目及动向，顺便也将农业节目一并关注，于是便有了收看本频道而转行从事农业的报道和传闻，诸如“某台湾前军官长期收看CCTV-7，退役后到中国大陆养鱼致富”等。